# Estación Liebig
Liebig o Pueblo Liebig es la estación de ferrocarril de la localidad homónima, provincia de Entre Ríos, República Argentina. 

## Servicios
Se encuentra precedida por la Estación San José y le sigue la Estación Juan Jorge.